# Grenada ved sommer-OL 2020
Grenada deltager under Sommer-OL 2020 i Tokyo som bliver afviklet i perioden 23. juli til 8. august 2021. 

## Medaljer
| 2020 Tokyo | Guld | Sølv | Bronze | Total |
| Grenada    | 0    | 0    | 1      | 1     |

### Medaljevinderne
| Grenada under sommer-OL 2020 i Tokyo | Grenada under sommer-OL 2020 i Tokyo | Grenada under sommer-OL 2020 i Tokyo | Grenada under sommer-OL 2020 i Tokyo | Grenada under sommer-OL 2020 i Tokyo |
| Medalje                              | Navn                                 | Sport                                | Event                                | Dato                                 |
| ------------------------------------ | ------------------------------------ | ------------------------------------ | ------------------------------------ | ------------------------------------ |
| Bronze                               | Kirani James                         | Atletik                              | Mændenes 400 meter                   | 5. august                            |